# インドラの光
『インドラの光』（インドラのひかり）は、1987年10月20日にケムコが発売したファミリーコンピュータ用ロールプレイングゲーム。主人公を操作し、神の力の源となる「インドラの光」を魔物から奪還することを目的としたゲームである。
プロデューサーは同社の『スペースハンター』（1986年）にてプログラムを手掛けていた道浦忍、ディレクターは同社の『エレクトリシャン』（1986年）の開発に関与したしみずげんぞう、音楽は同社のファミリーコンピュータ用ソフトの大部分を手掛けていた増野宏之が担当した。
2003年には、J-スカイで本作の携帯電話用アプリゲームが3部作に分けて配信された。また、iアプリで『インドラの光 完全版』が配信された。

## 概要
同年6月にタイトーから発売された『未来神話ジャーヴァス』（1987年）に続き、本作もバッテリーバックアップシステムにより容易にセーブが可能になっており、長いパスワードの入力が全く不要な点が当時の本格派RPGとしては画期的であった。この他にもシンボルエンカウントや、ゲーム内の国ごとに言語が異なる設定等、多くの新しい試みがなされている。
2013年4月14日に発売されたサウンドトラック『Rom Cassette Disc In KEMCO』に、同社のゲームソフト『スペースハンター』（1986年）や『真田十勇士』（1988年）などと共に音源が収録された。

## ストーリー
舞台は惑星イーバルという架空の場所である。惑星の住人たちは神バールのもとで平和に暮らしていたが、その神の力の源である「インドラの光」を魔物に奪われてしまい、イーバルは魔獣が跋扈する恐ろしい状態に陥ってしまう。ファレイの国の住人である主人公（名前はプレイヤーの任意）は、インドラの光を取り戻すべく一念発起し、同志を増やしながらインドラの光の奪還を目指すのであった。

## 移植版
| No. | タイトル                      | 発売日        | 対応機種                | 開発元           | 発売元           | メディア                      | 型式 | 備考 |
| --- | ----------------------------- | ------------- | ----------------------- | ---------------- | ---------------- | ----------------------------- | ---- | ---- |
| 1   | インドラの光                  | 2003年5月1日  | J-スカイ （Javaアプリ） | コトブキシステム | コトブキシステム | ダウンロード （ゲームアプリ） | -    |      |
| 2   | インドラの光 第2部 伝説の戦士 | 2003年5月1日  | J-スカイ （Javaアプリ） | コトブキシステム | コトブキシステム | ダウンロード （ゲームアプリ） | -    |      |
| 3   | インドラの光                  | 2003年5月21日 | iアプリ                 | コトブキシステム | コトブキシステム | ダウンロード                  | -    |      |
| 4   | インドラの光 第3部 封印       | 2003年6月18日 | J-スカイ （Javaアプリ） | コトブキシステム | コトブキシステム | ダウンロード （ゲームパック） | -    |      |

## スタッフ
- グラフィック・デザイナー：すえだきみなり、てらざわようこ
- サウンド：増野宏之
- プロデューサー：道浦忍
- 監督：しみずげんぞう

## 評価
ゲーム誌『ファミコン通信』の「クロスレビュー」では合計27点（満40点）、『ファミリーコンピュータMagazine』の読者投票による「ゲーム通信簿」での評価は以下の通りとなっており、19.87点（満30点）となっている。
| 項目 | キャラクタ | 音楽 | お買得度 | 操作性 | 熱中度 | オリジナリティ | 総合  |
| 得点 | 3.46       | 3.28 | 3.31     | 3.56   | 3.21   | 3.05           | 19.87 |